# 신원균 (배우)
신원균(申元均, 1955년 4월 15일 ~ )은 대한민국의 배우이다.

## 생애
무술 유단자로서 유도에도 일가견이 있는 그는 1973년 영화 《지나간 여고시절》의 주연으로써 영화배우로 첫 데뷔하였고 2년 후 1975년 TBC 동양방송 텔레비전 드라마에 첫 출연하였으며 1980년 영화 《복권》에 단역으로 출연하여 영화 분야에 복귀했다. 그는 주로 사극 드라마에서 장군(將軍)이나 무관(武官) 역으로 자주 출연한다.

## 출연작

### 영화
- 1973년 《지나간 여고시절》
- 1980년 《복권》

### 연극
- 1993년 《이괄과 흥안군》 ... 한윤 역(단역)

### TV 드라마
- KBS 드라마 《왕룽 일가》
- KBS 드라마 《무풍지대》
- KBS 드라마 《지구인》
- MBC 드라마 《산 너머 저쪽》
- SBS 드라마 《결혼》
- KBS 드라마 《신 손자병법》
- KBS 드라마 《역사의 라이벌》
- EBS 드라마 《언제나 푸른 마음》
- KBS 드라마 《찬란한 여명》
- KBS 드라마 《용의 눈물》
- KBS 《긴급구조119》 ... 각종단역
- SBS 드라마 《아름다운 그녀》
- KBS 드라마 《왕과 비》
- KBS 드라마 《태조 왕건》
- KBS 드라마 《제국의 아침》
- EBS 드라마 《역사탐구 과거와의 대화》
- EBS 드라마 《역사극장》
- KBS 드라마 《장희빈》
- KBS 드라마 《무인시대》... 김군수 역
- MBC 드라마 《제5공화국》 ... 강민창 역
- SBS 드라마 《연개소문》
- KBS 드라마 《대조영》
- MBC 드라마 《김수로》
- KBS 드라마 《광개토태왕》
- KBS 드라마 《정도전》
- TV조선 《이것은실화다》... 각종단역

### 뮤지컬
- 1996년 《아가씨와 건달들》

### 라디오 프로그램
- 2015년 EBS 《EBS 책 읽는 라디오 낭독 시리즈》